# Under olivträden
Under olivträden (persiska: زیر درختان زیتون) är en iransk dramafilm från 1994, skriven, regisserad och producerad av Abbas Kiarostami. Filmen hade premiär i maj 1994 då den visades i tävlingssektionen vid filmfestivalen i Cannes. Filmen är den tredje i Kiarostamis Koker-trilogi och handlingen kretsar kring inspelningen av Livet börjar igen, vilken i sin tur var en halvdokumentär om vad som hänt byn sedan Var är min väns hus?.

## Handling
Ett filmteam kommer till en jordbävningshärjad by i norra Iran för att spela filmen Livet börjar igen. I öppningsscenen vänder sig "regissören" spelad av Mohamad Ali Keshavarz direkt mot kameran och berättar att han är en skådespelare och dessutom den enda professionella skådespelaren publiken kommer att se i filmen.  
När en ung man utvald att spela rollen som Taherehs make visar sig stamma varje gång en kvinna är i närheten går rollen istället till Hossein. Hossein är en ung murare som i verkliga livet är förälskad i Tahereh och har flera gånger friat till henne trots att han blivit nekad varje gång. Han använder filminspelningen som ursäkt för att uppvakta Tahereh och försöker även i pauserna övertyga henne. Hon vägrar dock svara honom och då hon inte kan förmå sig att säga sina repliker blir regissören tvungen att ändra filmen. I filmens sista scen följer kameran de två på långt avstånd genom en olivlund där Hossein slutligen får sitt svar.

## Medverkande
| Mohamad Ali Keshavarz | – filmregissören |
| Farhad Kheradmand     | – aktören        |
| Zarifeh Shiva         | – fru Shiva      |
| Hossein Rezai         | – Hossein        |
| Tahereh Ladanian      | – Tahereh        |
| Hocine Redai          | – Hocine         |
| Zahra Nourouzi        | – Koulys dotter  |
| Nasret Betri          | – Achiz          |
| Azim Aziz Nia         | – Azim           |
| Astadouli Babani      | – lärare         |